# Bosporos Planum
Il Bosporos Planum è una struttura geologica della superficie di Marte.